# Manto Tshabalala-Msimang
Manto Tshabalala-Msimang (* 9. Oktober 1940 in Durban; † 16. Dezember 2009 in Johannesburg) war eine südafrikanische Politikerin.
Sie studierte Medizin an der Universität Fort Hare, wo sie 1961 einen BA-Abschluss erhielt. Nach dem Verbot des African National Congress (ANC) 1962 ging sie auf Empfehlung der ANC-Führung ins Exil. In Leningrad (Sowjetunion) und an der University of Dar es Salaam (Tansania) setzte sie ihre Studien fort, sie war in Tansania und Botswana als Ärztin tätig. 1990 kehrte sie nach Südafrika zurück. Sie wurde als Mitglied des ANC 1994 in das südafrikanische Parlament gewählt und wurde Vorsitzende von dessen Gesundheitsausschuss.
Manto Tshabalala-Msimang war von 1996 bis 1999 stellvertretende Justizministerin Südafrikas, ab 1999 war sie Gesundheitsministerin in der Regierung von Thabo Mbeki. In dieser Funktion geriet sie in die Kritik, weil sie den Zusammenhang zwischen HIV und AIDS abstritt und statt einer Behandlung mit Antiretroviraler Therapie den Verzehr von Obst und Gemüse empfahl (siehe auch AIDS-Leugnung). Einer an der Harvard University erstellten Studie zufolge soll ihre Politik für den vorzeitigen Tod von 365.000 Menschen verantwortlich sein.
Im September 2008 wurde sie von Mbekis Nachfolger Kgalema Motlanthe aus ihrem Amt entlassen und durch Barbara Hogan ersetzt. Sie bekleidete bis zum Mai 2009 das Amt des Minister in the Presidency, nach dem Tod der bisherigen Amtsinhaberin Ivy Matsepe-Casaburri übernahm sie im April und Mai 2009 auch kommissarisch das Amt der Ministerin für Kommunikation.
Sie starb im Alter von 69 Jahren, offenbar an durch Alkoholkonsum bedingten Komplikationen nach einer 2007 durchgeführten Leber-Transplantation. Sie war in zweiter Ehe mit Mendi Msimang verheiratet, der seit 1997 Schatzmeister des ANC war, und hatte zwei Töchter.